# Юэцинь
Юэцинь (кит. 月琴, пиньинь Yuèqín) — традиционный китайский струнный щипковый музыкальный инструмент, использующийся как самостоятельно, так и в качестве аккомпанемента в пекинской опере и для танцевальных песен. Также используются названия: Лунная лютня, Лунная гитара, Китайская лютня.

## История

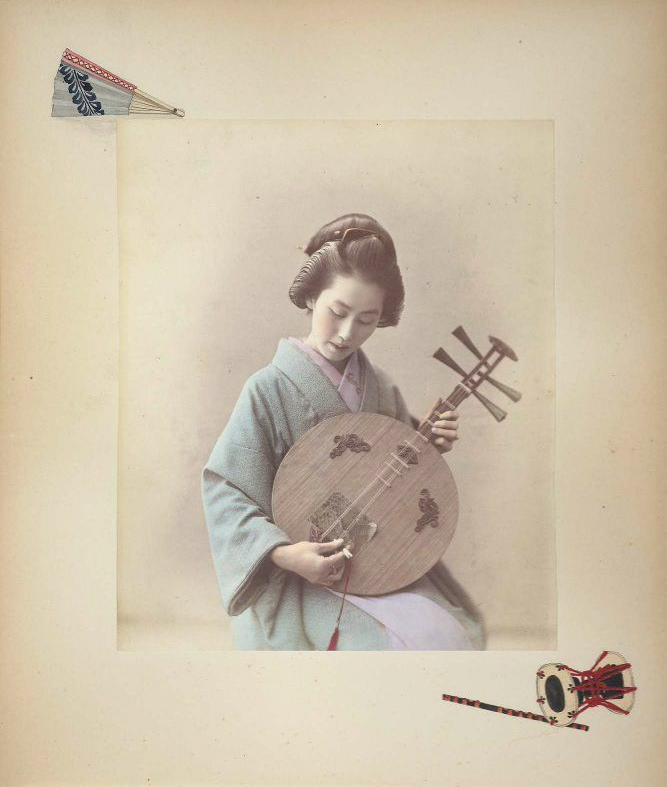
Женщина играет на юэцине (фотография Адольфо Фарсари, 1886 год)

По преданию, юэцинь был создан на основе жуаня во времена династии Цзинь, то есть примерно в III—V веках.

## Описание
Общая длина юэциня обычно от 45 до 70 сантиметров, диаметр круглой, восьми- или шестиугольной деки из мягких пород древесины (чаще всего из фирмианы) — около 30 сантиметров. К короткому грифу крепятся четыре колка, на шейке и верхней части деки размещается от 8 до 12 ладов.
Традиционно две пары струн делались из шёлка; в настоящее время обычно делаются из обвитой нейлоном стали.
Используется как в качестве самостоятельного музыкального инструмента, так и для аккомпанемента. Наравне с цзинху и цзинэрху называется одним из трёх ключевых музыкальных инструментов в пекинской опере. Помимо юэциня, в оркестре пекинской оперы могут быть из щипковых инструментов также пипа и саньсянь.
Во время игры юэцинь держится под наклоном, левая рука придерживает лютню и прижимает струны, играют указательным пальцем правой руки или медиатором, который может изготовляться из бамбука, кости или рога быка.